# Йохан Бернхард фон Фюнфкирхен
Йохан Бернхард фон Фюнфкирхен (на немски: Johann Bernhard von Fünfkirchen; * 1644; † 2/12 март 1700, Виена) е граф на Фюнфкирхен в Долна Австрия, господар на Щайнабрун и Матцен.

## Живот
Той е третият син на Йохан Зигизмунд фон Фюнфкирхен (1605 – 1650) и съпругата му фрайин Анна Поликсена Елизабет фон Шерфенберг (1617 – 1658), дъщеря на Готхард фон Шерфенберг (1584 – 1634) и Анна Сузана фон Килмансег (1596 – 1642). Брат е на фрайхер Йохан Карл (1630 – 1694), на фрайхер Йохан Ернст (1634 – 1694) и на Мария Елизабет (1645 – 1682), омъжена 1672 г. за граф Йохан Фердинанд фон Залбург († 1723). Внук е на протестанта фрайхер Йохан Бернхард фон Фюнфкирхен (1560 – 1626) и Барбара фон Тойфенбах-Майерхофен.
Дядо му е считан за ребел, осъден е на смърт и собственостите му са конфискувани. Баща му служи (1627 до 1629) в охранителната гвардия на принц Фредерик Хендрик Орански и след това става католик. Майка му се омъжва втори път за фрайхер Адолф Вилхелм фон Крозигк († 1657).
Йохан Бернхард е издигнат на граф на 17 март 1698 г. от император Леополд I. Той купува палат Фюнфкирхен на Бекерщрасе във Виена.
Господството Матцен е наследено от дъщеря му Мария Терезия, омъжена графиня Кински. Господствата Щайнабрун, Хлумец и графската титла отиват на племеника му Йохан Леополд Ернст фон Фюнфкирхен (1665 – 1730), син на брат му фрайхер Йохан Ернст фон Фюнфкирхен (1634 – 1694).
Фамилията Фюнфкирхен измира по мъжка линия през 1970 г. с граф Ханс фон Фюнфкирхен (1889 – 1970) и дворецът е продаден.
- Дворец Фюнфкирхен, резиденция на фамилията от 1603 до 1970
- Дворец Фюнфкирхен или дворец Щайнебрун ок. 1925

## Фамилия
Йохан Бернхард фон Фюнфкирхен се жени на 12 март 1668 г. за графиня/фрайин София Елизабет фон Хоенфелд (* 1639; † 30 август 1684), дъщеря на граф Фердинанд фон Хоенфелд (1612 – 1675) и фрайин Йохана Енгелбург фон Гера (ок. 1607 – 1679). Те имат две дъщери:
- Мария Терезия фон Фюнфкирхен (* 10 юни 1675; † 17 август 1729, Виена), омъжена I. 1700 г. за граф Йохан Йоахим Алтхан (* 1663; † 3 февруари 1702), II. 1706 г. за граф Франтисек Фердинанд Кински фон Вчиниц и Тетау (* 1678; † 12 септември 1741)
- Анна Мария Каролина Елизабет фон Фюнфкирхен (* сл. 1676, Виена; † 21 юли 1711, Виена), омъжена на 6 януари 1698 г. във Виена за граф Готхард Хайнрих фон Залбург (* 29 октомври 1639, Линц; † 30 юли 1707, Виена)